# Place de la Riponne
La place de la Riponne est une place de Lausanne (Suisse), située dans le quartier du centre.

## Origine du nom «Riponne»
Le toponyme « Riponne » dérive d'une ancienne propriété médiévale de la famille Ripon, appelée « la Riponne », située au pied des remparts de la ville, à l'est du site. La demeure change par la suite plusieurs fois de mains avant d'être acquise en 1812 par la Ville de Lausanne qui la fait démolir en 1831. 

## Histoire
Ce site, extérieur au mur d'enceinte de la ville de Lausanne, était traversé par la Louve, cours d'eau qui coulait au fond d'un profond vallon. À l'est se trouve à partir de 1234 et jusqu'au XVIe siècle le couvent de dominicains de la Madeleine (qui donnera son nom à la place de la Madeleine),. Au XVIIIe siècle, le nom de « Riponne » n'est pas encore utilisé : la zone située sur la rive gauche de la Louve est appelée « Au Boverat » et celle de la rive droite « hors de la porte de Chaucrau ». L'endroit sert de décharge publique.

### Comblement du vallon de la Louve et construction de la Grenette
Pour éviter les crues de la Louve et les épidémies causées par le rejet des eaux usées dans la rivière et afin d'améliorer la liaison entre la Cité à l'est et Saint-Laurent à l'ouest et d'édifier une halle aux grains, les autorités lausannoises décident de canaliser la rivière et de combler son vallon. En outre, en 1811, l'architecte amateur Isaac-Augustin Joseph propose de créer une place du marché sur l'espace obtenu afin de remplacer celui de la place de la Palud, qui se trouve trop à l'étroit,,. Ces travaux considérables s'échelonnent entre 1812 et les années 1830 et la place de la Riponne est finalement créée en 1838,. Un concours d'architecture est lancé en 1833 pour l'aménagement de la nouvelle place ; Henri Fraisse, l'unique concurrent, y construit la halle au blé surnommée la « Grenette », inaugurée le 7 novembre 1840. Le premier marché se tient sur la place de la Riponne une semaine auparavant, le 31 octobre. Outre les marchés, la Grenette accueillera de nombreuses fêtes et manifestations (exposition d'aviculture en 1886, banquet des instituteurs de Suisse romande en 1868, Fête cantonale de gymnastique en 1893, Exposition fédérale des Beaux-Arts en 1898, exposition suisse de boulangerie et pâtisserie en 1890, Fête romande de gymnastique et de lutte en 1903, séances de cinéma en 1906, etc.).

### Urbanisation progressive auXIXesiècle

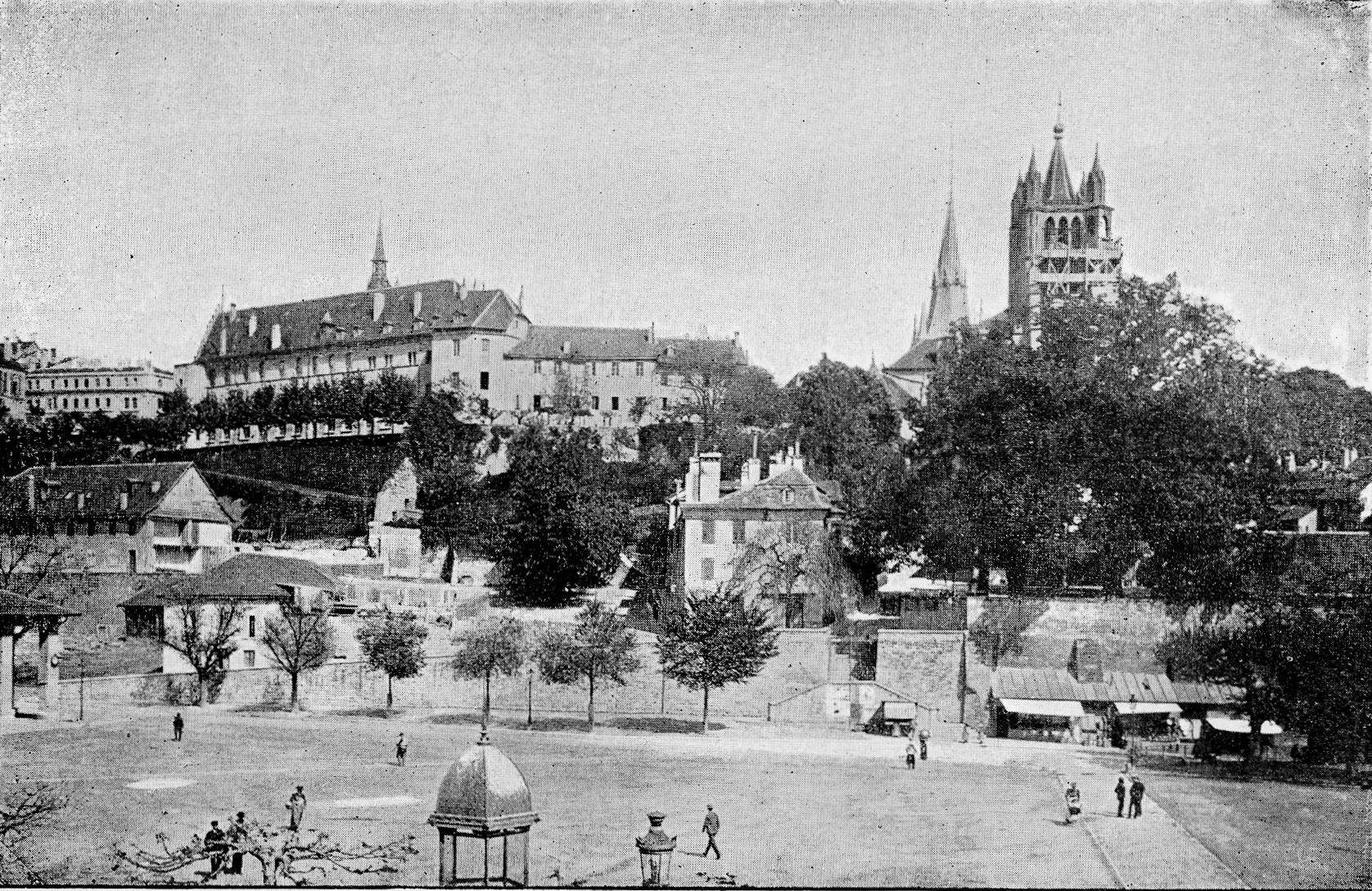
La place de la Riponne dans la seconde moitié du XIXe siècle.

Le Musée Arlaud et son École de dessin sont bâtis au sud de la place en 1840 par l'architecte Louis Wenger,. La buanderie Haldimand et l'École moyenne s'installent en 1854 à l'est de la place, dans la pente de la colline de la Cité, sous l'Académie.
Le tunnel de la Barre, ouvrage majeur de la ceinture urbaine conçue par l’ingénieur cantonal Adrien Pichard dans les années 1830 et qui doit permettre de traverser Lausanne en évitant sa forte déclivité, est percé entre 1851 et 1855,. La ceinture, dans son trajet vers le sud, passe par l'ouest de la place de la Riponne. Afin de la relier à l'actuelle place Bel-Air, une nouvelle artère est percée en 1860 au sud de la place : la rue Haldimand.
En 1826, est élevé l'immeuble Riponne-Valentin pour l'école de la Charité. En 1879, le Collège classique cantonal s'installe dans le bâtiment. En 1826 est aussi construit à côté de l'immeuble Riponne-Valentin, le Café Vaudois, qui accueillera l'école des Régentes et des cours de l'école d'ingénieurs. À la fin du XIXe siècle, le Café Vaudois est surélevé d'un étage et des classes du Collège classique cantonal y occupent l'étage. En 1937, ces deux bâtiments sont détruits pour faire place en 1938 par l'immeuble du Cercle démocratique. Un nouveau bâtiment du Collège classique cantonal est construit en 1937 dans le quartier de Béthusy. Le Café Vaudois a notamment été dirigé par G. Henriod, et dans le nouveau bâtiment surélevé, durant trente ans, par Rodolphe Hottinger,. Parmi les élèves qui ont étudié dans les salles de classe du Collège classique cantonal figure l'écrivain Charles Ferdinand Ramuz dès 1887.  
La chapelle du Valentin de l'Église évangélique méthodiste et sa cure sont construits en 1867 à l'ouest de la place, à côté du Collège classique cantonal.

### La place auXXesiècle

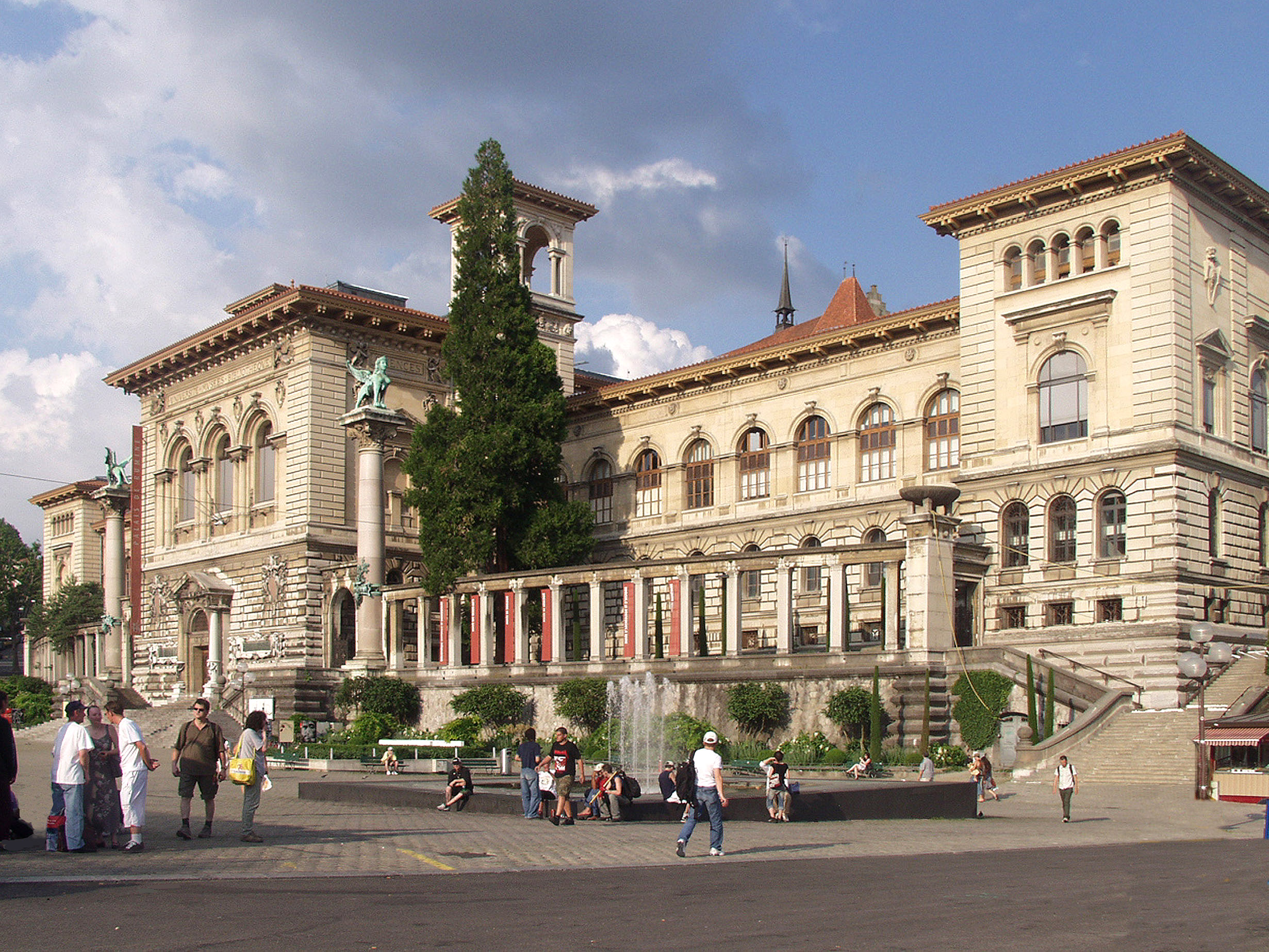
Le palais de Rumine en 2008. Les escaliers de l'Université sont visibles à droite.

À sa mort en 1871, Gabriel de Rumine, fils d'un prince russe, offre à la ville de Lausanne 1,5 million de francs suisses pour la construction d’un édifice d’utilité publique. Il est décidé en 1888 de le construire à la place de la Riponne et sa construction débute en 1892 d'après les plans de l'architecte lyonnais Gaspard André. La buanderie Haldimand et plusieurs autres bâtiments sont démolis à cet effet. Les travaux mettent au jour les fondations du couvent de dominicains de la Madeleine, détruit au XVIe siècle, qui se trouvait à l'emplacement de l'aile sud du palais. Il est inauguré le 3 novembre 1902, mais n'est terminé qu'en 1906. Il abrite alors divers services de l'Académie, dont sa bibliothèque, permettant ainsi à cette institution de se transformer en université. Il accueille également les collections scientifiques et artistiques de la ville et du canton. Les abords du palais profitent également des travaux, avec notamment la construction en 1905 de nouveaux escaliers d'accès à la place de la Madeleine, appelés escaliers de l'Université, longeant sa façade sud.
Progressivement, des commerces s'installent autour de la place, comme le magasin « la Samaritaine » ; la Brasserie Viennoise s'installe en 1910 au rez de l'immeuble, construit par l'architecte Francis Isoz.

#### Aménagement de l'ouest et du nord de la place
La Grenette, dont l'utilité est de plus en plus discutée, est détruite en 1933 ; les premiers bâtiments du nord de la place sont à leur tour démolis en 1937, un concours ayant été ouvert l'année précédente pour la construction d'un bâtiment administratif qui doit les remplacer, mais ce projet, par manque de consensus, n'aboutit pas. En parallèle, à l'ouest de la place, le Café Vaudois et le Collège classique cantonal (transféré à Béthusy), sont détruits et remplacés, en 1938, par l'immeuble du Cercle démocratique construit par l'architecte Eugène Béboux, qui a été inauguré le 18 décembre 1938. Un film a immortalisé la cérémonie
Ce n'est qu'en 1961 qu'un nouvel édifice voit le jour au nord ; il est construit sur deux niveaux : le niveau inférieur donne sur la place de la Riponne et abrite des galeries commerçantes, le cinéma le Romandie et un restaurant. Il est surmonté d'une plateforme enjambant la rue des Deux-Marchés, au niveau des rues de l'Université et du Tunnel, sur laquelle est édifié l'immeuble à proprement dit. Il est inauguré en 1964,. À cette époque, la place fait fonction de parking, les véhicules étant repoussés au nord de la place les jours de marché (mercredis et samedis),.

#### Conversion en zone piétonne
La place redevient en partie piétonne après l'ouverture du parking souterrain en 1973 : 408 places sur deux niveaux dans un premier temps, un troisième niveau de 600 nouveaux emplacements étant créé par la suite,,. Un kiosque à journaux est érigé au sud de la place, à un des accès du parking ; derrière lui, la Brasserie Viennoise est démolie en novembre 1977. La surface dédiée aux piétons est augmentée en 1990 et, en 1993, elle se restructure par l'adjonction d'une fontaine, Eau de vie, œuvre de Sylvia Krenz et René Schmid,,. Composée d'un « carré de granit noir ceinturant un labyrinthe de bronze » et comptant notamment, outre ses 169 jets gérés par ordinateur qui peuvent s'élever à 5 mètres de hauteur, quelques tortues en bronze, cette dernière est inaugurée le 9 septembre 1993.

### La place auXXIesiècle
Au printemps 2004, le nouveau bureau de La Poste déménage de l'autre côté de la place et s'installe à Riponne 4, dans les anciens locaux de Pfister Meubles, pour se rapprocher du centre et de la future station du métro M2, mise en exploitation  en 2008. Auparavant l'office postal se trouvait depuis le 13 décembre 1965 à la place de la Riponne 10, à l'entresol du bâtiment administratif construit à l'époque par la ville de Lausanne. De 1948 à 1965, un pavillon en bois, construit provisoirement, faisait office de bureau postal à la place de la Riponne. L'office postal de Riponne 10 a vu disparaître un autre office postal situé à proximité, à Barre-Cité. L'ouverture du bureau de La Poste à Riponne 4, a aussi vu en son temps un autre bureau postal disparaître, celui de la place Chauderon en juin 2004, qui se trouvait dans la Tour Galfetti,. 
Jusqu'en 2004, le cinéma le Romandie se trouve sur la place avant d'être transformé en club de rock alternatif jusqu'en 2008. La même année, la station de métro Riponne-Maurice Béjart, en hommage au danseur et chorégraphe Maurice Béjart, y est ouverte ; le visage du sud de la plage change : l'édicule servant d'accès au parking est modifié pour servir également d'accès au métro, des arbres disparaissent, faute d'une épaisseur de terre suffisante et les escaliers menant, au sud, à la rue de la Louve disparaissent.
À partir des années 2010, une mini scène ouverte de la drogue se constitue sur la place et ses rues environnantes,. Un temps jugulée par la création d'un local d'injection sécurisé au Vallon, la problématique de la consommation ouverte de drogue sur la place revient sur le devant de la scène au début des années 2020,,. Face à la dégradation rapide de la situation (augmentation de la consommation de crack, de la fréquentation de la place par des personnes toxicomanes, des problématiques sanitaires - seringues usagées ou excréments sur la voie publique), les autorités communales décident l'ouverture d'un second centre de consommation directement sur la place et l'augmentation de l'action policière pour y améliorer la sécurité,,.
En août 2024, la fontaine Eau de vie, trop lourde, est détruite dans le cadre de travaux de sécurisation du parking souterrain, dont les dalles montraient des signes de faiblesse.

### L'avenir de la place

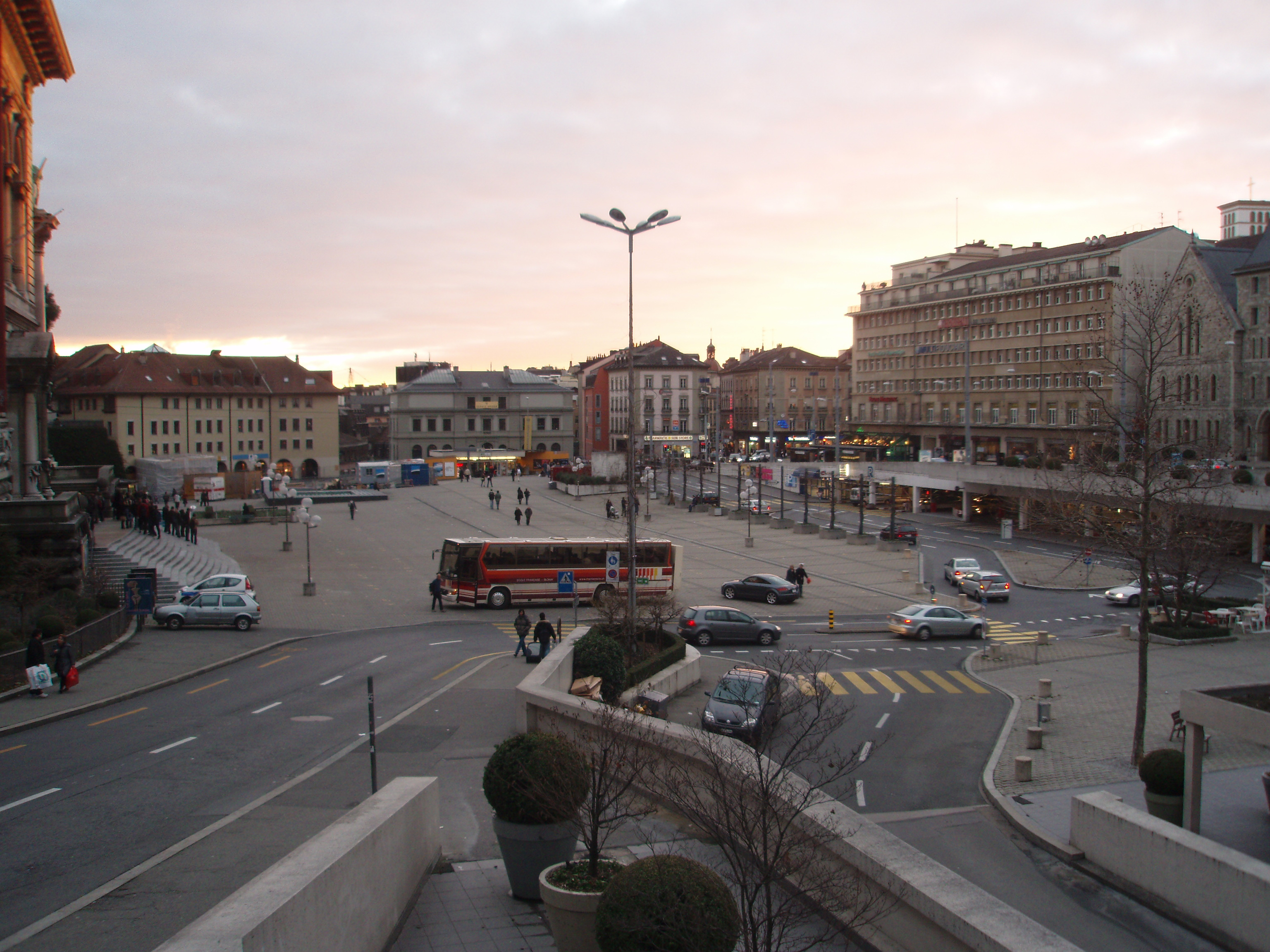
La place en 2008, vue du nord-est.

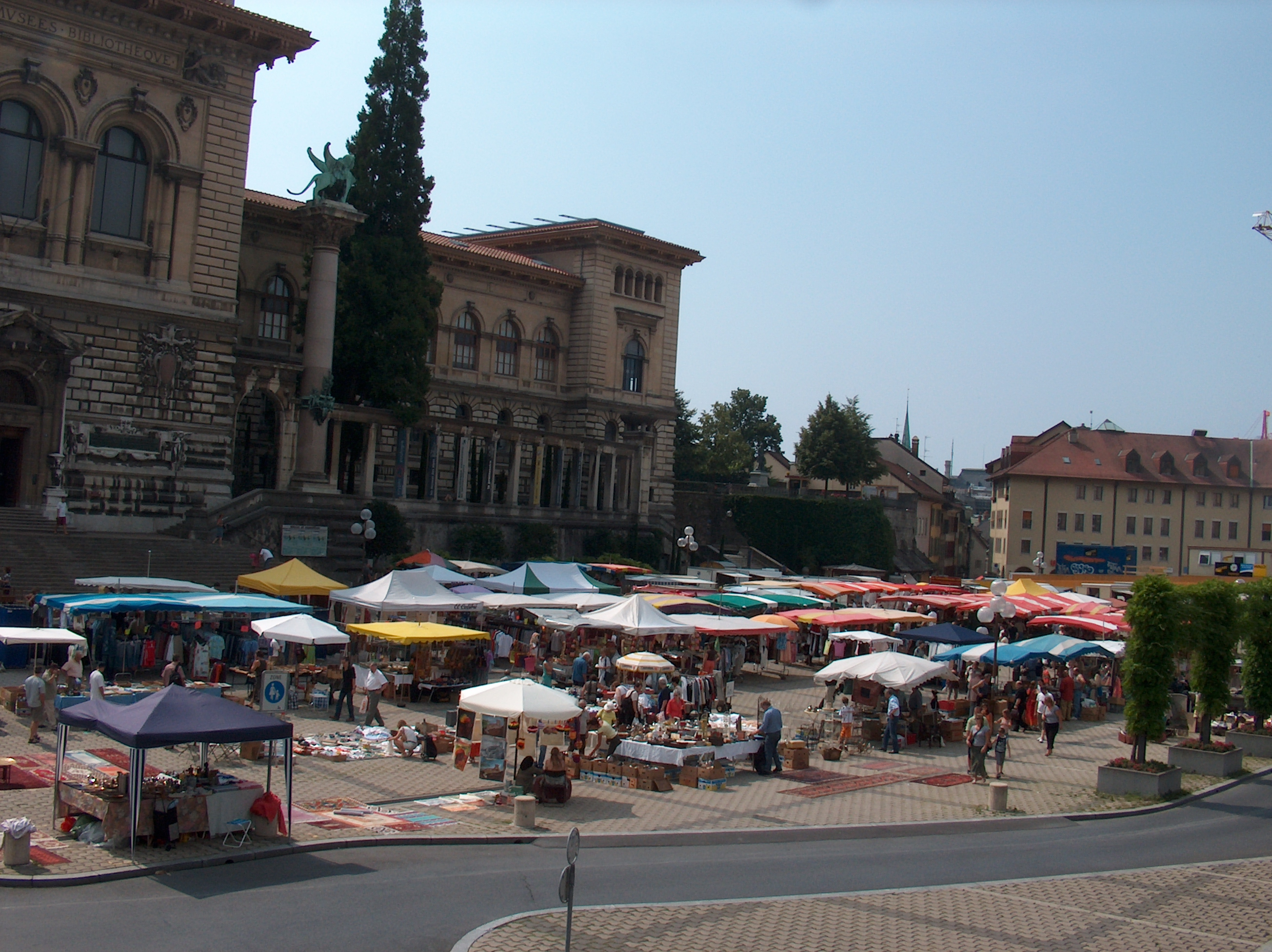
La place un jour de marché.

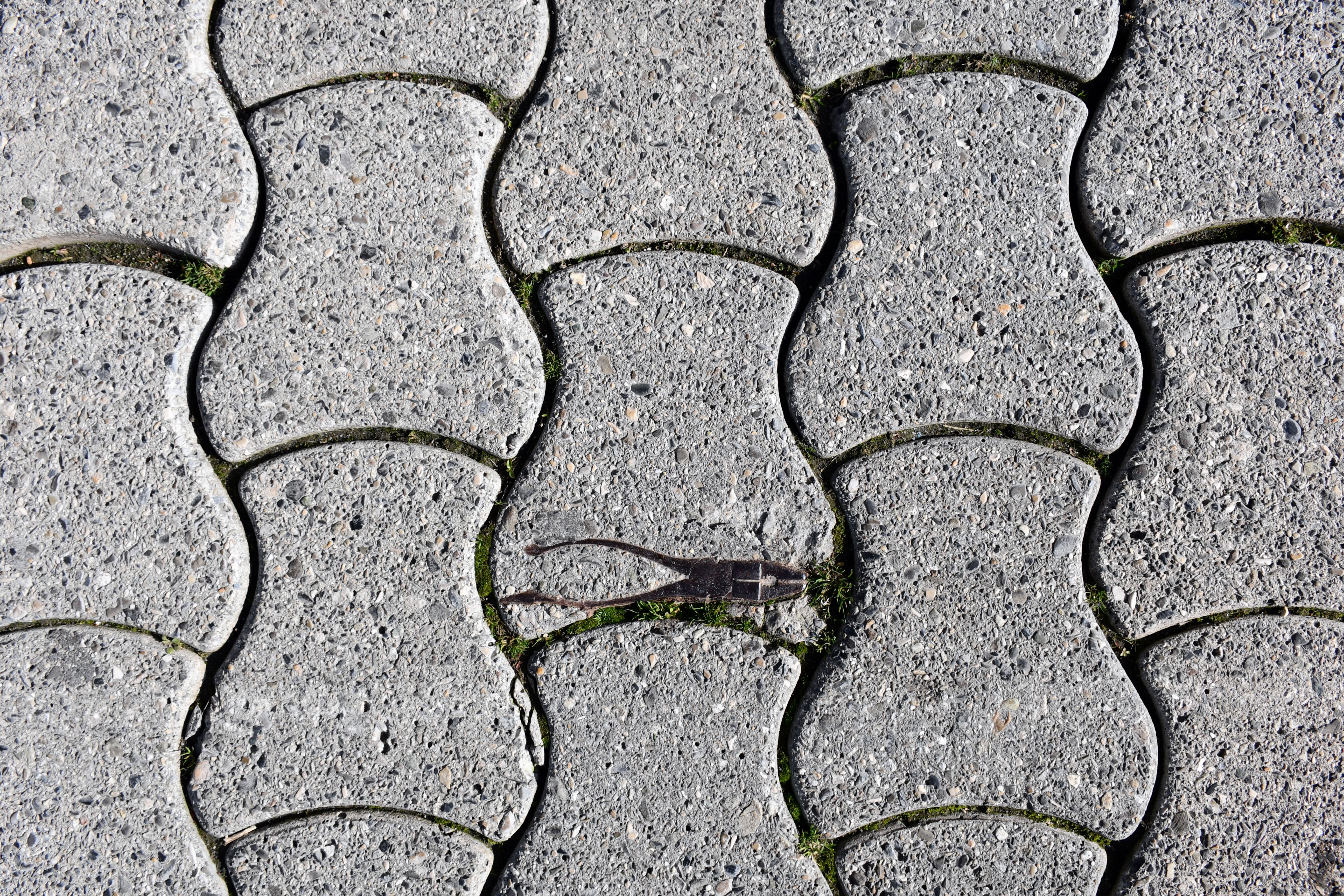
La pince coulée dans un pavé, devant l'aile sud du palais de Rumine.

Objet de critiques urbanistiques depuis des décennies, la place est, au XXIe siècle, le sujet de nombreuses plaintes, notamment concernant des questions de sécurité et de consommation de drogue. En 2017, la ville demande un crédit de 800 000 francs pour l'organisation d'un concours visant à réaménager les places du Tunnel et de la Riponne, que l'ancien syndic Daniel Brélaz qualifiait de « désert de béton ». Le projet primé fin 2019, In Between, de l'Espagnole Silvia Gonzalez Porqueres, propose de supprimer le trafic des véhicules en déplaçant l'entrée du parking, de créer un bâtiment à la place des accès du parking, de planter davantage de végétation et de créer des fontaines et des jets d'eau. Le projet ne sera pas réalisé tel quel mais doit servir d'image directrice ; un concours d'architecture doit être lancé avant le réaménagement de la place, prévu entre 2024 et 2026.

## Situation et accès
Les accès routiers sont, par le nord et le nord-est la rue du Tunnel, la rue de l'Université et la rue des Deux-Marchés (qui passe sous le bâtiment construit en 1961) et, par le sud-ouest, la rue du Valentin, ces quatre accès gardant les véhicules au nord et à l'ouest de la place. Les autres accès sont réservés aux transports publics (rue Neuve, au sud-ouest) ou aux piétons (rue Haldimand, rue de la Madeleine et escaliers de l'Université venant de la place de la Madeleine).

### Transports publics
La place et desservie par les lignes 1 2 7 8 des transports publics de la région lausannoise et par la ligne   du métro.

## Description
La place de la Riponne a une forme rectangulaire. La majeure partie de la place, à l'est, est une zone piétonne. L'imposant palais de Rumine domine l'est de la place sur toute sa longueur, l'accès principal au parking occupant le côté ouest, en contrebas de la rue du Tunnel. Le pâté de maisons qui délimite le nord de la place, au travers duquel serpente la rue des Deux-Marchés, le sépare de la place du Tunnel. La zone piétonne est pavée. On y trouve plusieurs accès piétons au parking, la fontaine Eau de vie et, au nord, la terrasse d'un restaurant. Chaque jour, des food trucks, différents chaque jour de la semaine, occupent le sud de la place à l'heure du déjeuner. 
Une mystérieuse pince métallique noyée dans un des pavés autobloquants de la place suscite toujours des interrogations.

### Marchés de la Riponne
Trois marchés marchés différents occupent la place selon le jour de la semaine :
- Mercredis et samedis : produits maraîchers, de boucherie, de fromagerie, de boulangerie et d’épicerie, plantes et des fleurs. Véritable institution lausannoise, ce marché occupe tout le centre-ville[28].
- 1er dimanche du mois : marché Calabash ; brocante et vide-grenier[58].
- Mardis et jeudis : marché solidaire des quatre saisons ; Brocante à but social, il accueille des exposants en rupture dans leur parcours professionnel[59].